# Xysticus himalayaensis
Xysticus himalayaensis là một loài nhện trong họ Thomisidae.
Loài này thuộc chi Xysticus. Xysticus himalayaensis được Benoy Krishna Tikader & Biswamoy Biswas miêu tả năm 1974.